# Kähäri (Turku)
Kähäri est un quartier du district Länsikeskus à Turku en Finlande,.

## Description
Situé au nord du centre-ville, Kähäri est bordé au nord-est par la route Satakunnantie et à l'ouest par Vakka-Suomentie.
Les quartiers voisins sont Pohjola, Pitkämäki, Ruohonpää, Vätti et Raunistula.
Son parc immobilier est principalement constitué de maisons individuelles en bois construites à la fin du XIXe siècle et au début du XXe siècle et d'immeubles résidentiels construits dans les années 2000.
Des familles évacuées de Carélie se sont installés dans la partie nord de Kähäri après la seconde Guerre mondiale, et cette partie a commencé à s'appeler Karjalaiskylä,.

## Galerie

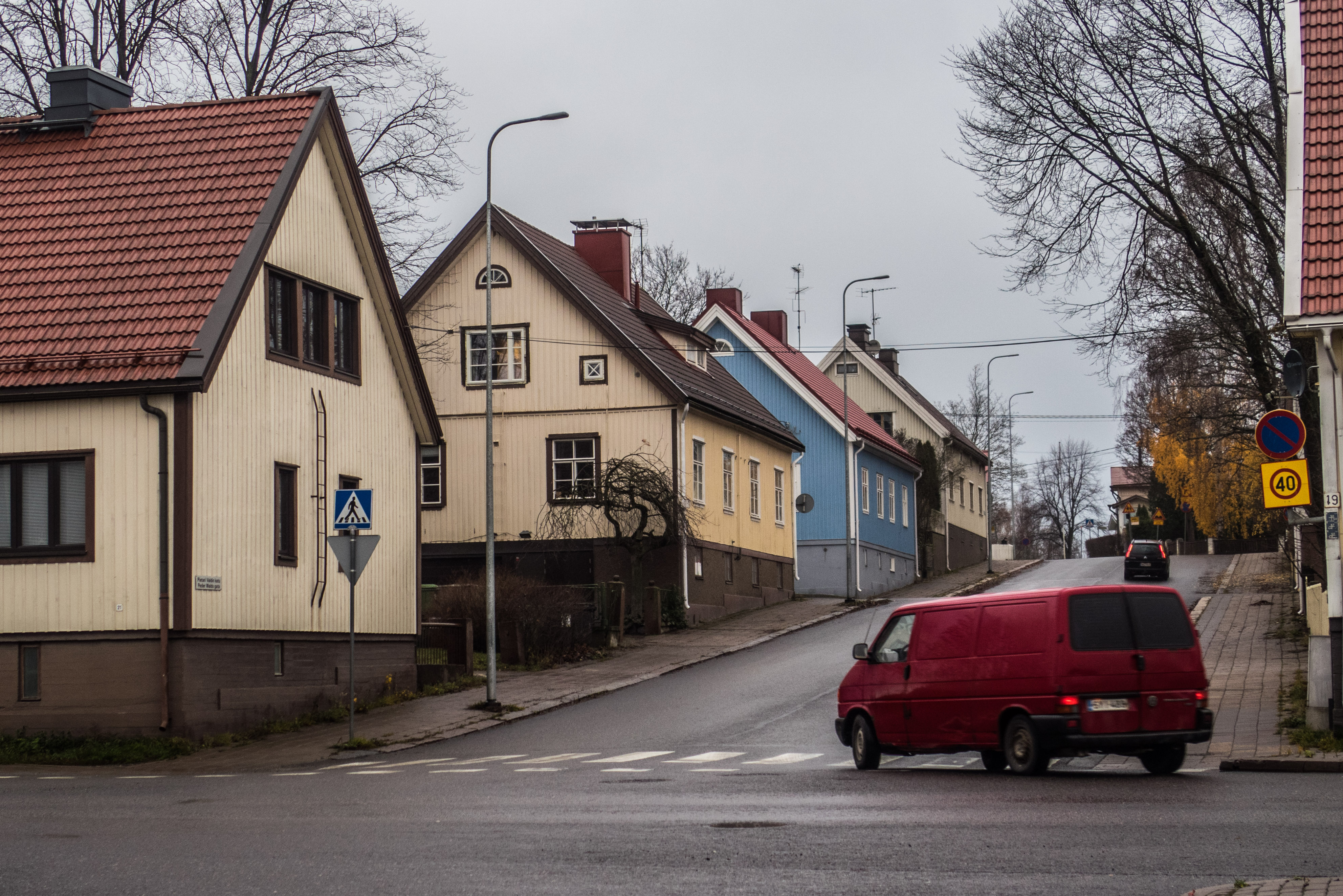
Pietari Valdin katu.